# Elanus leucurus
El elanio maromero (Elanus leucurus), también conocido como  bailarín, elanio bailarín, halcón blanco, gavilán blanco, milano blanco y gavilán maromero, es una especie de ave accipitriforme de la familia Accipitridae que habita en el oeste de América del Norte y partes de América del Sur. En México recibe el nombre de milano coliblanco.
Recientemente, Clark y Bancos (1992) han puesto en claro la taxonomía del género Elanus, diferenciando esta especie de las del Viejo Mundo por su tamaño, forma, plumaje y conducta; diferencias suficientes para garantizar el rango de especie.

## Taxonomía
Elanus leucurus está muy emparentado con las otras 4 especies del género Elanus, como el milano australiano (Elanus axillaris) y el elanio azul (Elanus caeruleus). El género Elanus pertenece a la subfamilia Elaninae junto a otros géneros como Gampsonyx y Chelictinia. Subiendo en la jerarquía taxonómica, pertenece a la familia Accipitridae, incluida en el orden Accipitriformes (que también abarca las familias Pandionidae y Sagittariidae). Los Accipitriformes están muy emparentados con los Cathartiformes, por lo que ambos órdenes componen un grupo mayor, llamado Accipitrimorphae (“accipitrimorfos”), el cual se encuentra dentro del clado Neornithes.

### Subespecies
Se conocen dos subespecies de Elanus leucurus:
- Elanus leucurus majusculus Bangs & Penard, 1920 - del oeste y sur de Estados Unidos hasta Panamá. Estuvo al borde de la extinción en las décadas de 1930 y 1940, pero ahora es común. Su distribución es esporádica; puede verse en el Valle Central y las áreas costeras del sur de California, alrededor de la Bahía de San Francisco, en el sur de Texas, en la península de Baja California y en el este de México.

- Elanus leucurus leucurus (Vieillot, 1818) - del este de Panamá hasta Chile y Argentina.

## Etimología
Tratando con su etimología, el nombre del género taxonómico Elanus proviene del griego antiguo «elanos» que significa "cometa". El epíteto específico leucurus proviene del griego antiguo «leukouros» que significa "cola blanca", al fusionar los términos «leukos» ("blanco") y «oura» ("cola").

## Descripción
Su coloración es parecida a la de una gaviota, pero su forma y vuelo son los de un halcón, con la cola redondeada. Su plumaje es gris en el dorso y blanco en el vientre, con los hombros y la punta de las alas negros. El juvenil es blancuzco, manchado de pardo canela, y balancea la cola. Tiene una longitud total de 35 a 40 cm. Las hembras, que son más grandes, alcanzan un peso de unos 300 gramos.
El bailarín posee la frente, cara, cuello delantero, flancos, pecho y abdomen de color blanco; su nuca, cuello trasero, manto y lomo son gris claro. Cuenta con alas grises con plumas primarias de color gris oscuro, cobertoras negras, y una cola blanquecina. Su pico es negro con base amarilla, sus patas son amarillas y tiene ojos rojos.
Los dos sexos poseen el mismo color, la única forma de diferenciarlos es que la hembra es un poco más grande que el macho, lo que se denomina “dimorfismo sexual inverso”. El inmaduro tiene tonos parduscos en el pecho, cabeza y dorso, cobertoras negras con ribetes blancos y ojos pardo amarillento.

## Distribución y hábitat
Se distribuye por gran parte de América, desde Estados Unidos, hasta Chile. En Chile, el Elanus leucurus habita desde los tamarugales de Zapiga hasta Chiloé, con un registro en Aysén, y desde la zona costera hasta los 1.500 msnmm.
Se ha observado al interior de grandes ciudades. Frecuenta llanuras y pastizales, todo tipo de terrenos despejados, sean campos agrícolas, sectores húmedos o dunas costeras. 
Habita cerros bajos con arbustos y espinos, terrenos abiertos, pastizales, lechos de ríos y esteros, y a veces campos cultivados. Siempre necesita árboles en el área y se adapta bien al eucalipto, prefiriéndolo incluso para nidificar.

## Etología
El elanio maromero se alimenta principalmente de roedores, volando sobre el matorral de las tierras bajas o de los pastizales. Prefiere las zonas abiertas, y suele verse en zonas urbanas. Es capaz de cernirse, al igual que el cernícalo (Falco sparverius), y a esto se debe su nombre, ya que “baila” en el aire, de ahí el nombre popular "bailarín" que se emplea en algunos sectores del continente sudamericano.  
Nidifican en colonias dispersas. Pueden realizar dos puestas por año. El nido es de ramitas, con el interior tapizado con hierba y otros materiales blandos. Pone de dos a seis huevos blancos manchados de castaño. La incubación dura 30 días; es la hembra la que empolla. Los polluelos son alimentados por los dos padres. Los jóvenes dejan el nido a las cinco o seis semanas.
Duermen comunalmente en grupos de hasta cien individuos, fuera de la estación de cría. Vive hasta los 2600 metros de altitud. Se mantienen solitarios y en parejas durante la época reproductiva.
El nombre bailarín proviene del hecho que para buscar su presa es capaz de quedar suspendido en el aire batiendo la alas.
Esta pequeña ave habita todo tipo de terrenos despejados pero requiere árboles en el entorno, teniendo una preferencia por el eucalipto

### Ciclo reproductivo
El periodo reproductivo del bailarín comienza con cortejos y despliegues nupciales por parte de ambos sexos, incluyendo muchas veces el transporte de material al pequeño nido, alrededor del cual vocaliza constantemente. 
El nido tiene forma cónica y puede ser uno recién construido o uno antiguo pero acondicionado. Dicho nido puede encontrarse a unos 10 metros del suelo, en árboles altos y robustos, tanto nativos como introducidos, aislados o en parches con áreas abiertas y pastizales cercanos, y está formado por ramas secas, forrado de pasto, hojas y musgo.
El bailarín nidifica en solitario, entre septiembre y noviembre, usualmente ocupando territorios de la temporada anterior, y pone 2-4 huevos de color blanco con manchas rojo oscuro, cuya incubación es realizada por la hembra y dura aproximadamente 30-32 días. El macho, por su parte, defiende el territorio.
Si las condiciones son favorables y hay suficiente alimento disponible, esta rapaz puede llevar a cabo más de una nidada.

## Abundancia, Amenazas y Estado de conservación
El bailarín se encuentra en estado de “preocupación menor” por la UICN. Además, la especie está bastante extendida por América, desde California hasta el sur de Chile y Argentina, y, aunque lamentablemente casi se extinguió en California a causa de la caza indiscriminada, en la actualidad su población se encuentra en buen estado. Sin embargo, los lugares en donde se les puede encontrar son bastante irregulares.
El Elanus leucurus es un ave muy beneficiosa para el ecosistema, pues su principal alimento son los roedores, cuyas poblaciones, en caso de no ser cazadas por controladores biológicos como el bailarín, podrían salirse de control y convertirse en plagas, contaminando y transmitiendo enfermedades. 